# Séparée (Magazin)
Séparée: Selbstbewusst & sinnlich  ist ein deutsches Erotikmagazin. Es wurde 2014 in Berlin als Hochglanzmagazin für Frauen von Ute Gliwa und Janina Gatzky im eigenen Verlag UNA GlitzaStein GmbH gegründet. Bis einschließlich Heft 19 (Dezember 2018) hieß der Claim von Séparée „Erotik ist weiblich.“

## Geschichte
Die Idee zu Séparée entstand 2013 in Berlin. Die promovierte Übersetzerin Janina Gatzky suchte vergeblich nach einem Erotikmagazin für Frauen. Zusammen mit Ute Gliwa recherchierten die beiden Frauen den Markt. Bereits in den 1970er-Jahren entstand das Magazin Playgirl, dessen Leserschaft aber im Laufe der Jahre homosexuelle Männer dominierten. 2004 wurde Playgirl in Deutschland wieder eingestellt. 2008 erschien das Magazin „Alley-Cat“ zunächst als Diplomarbeit, wurde dann für einige Ausgaben von Burda verlegt. Das „Jungsheft“ aus Köln, gemäß Untertitel ein „Porno für Mädchen“, ist nur auf Bestellung verfügbar.
Gatzky und Gliwa entwarfen die erste Ausgabe von Séparée. Die Idee, ein Heft selbst zu produzieren, wurde umgesetzt. Die Finanzierung der ersten Ausgaben erfolgte teilweise über Crowdfunding.

## Rezeption
Séparée gibt als Kernzielgruppe das Alter zwischen 25 und 50 Jahren an, im Fokus stehe jedoch eher ein „Zielthema“: Die Publikation richte sich demnach an Frauen mit einem Bedürfnis nach Sinnlichkeit, Lust und Erotik. Das Alleinstellungsmerkmal der weiblichen Zielgruppe unter den zahlreichen Erotikmagazinen führte zu einer in Relation zur Auflage umfangreichen Rezeption in den Medien.
In der MDR-Talkshow „Unter uns“ wurde mit den Gründerinnen diskutiert, wie die Zeitschrift entstand und die Lücke von „Erotik mit Charme und Niveau“ für weibliche Ansprüche füllt. Öffentlich leicht zugänglicher nackter weiblicher Haut stellt das Magazin aus Sicht der FAZ männliche Erotik gegenüber. Die Deutsche Welle hob bei einer Betrachtung von Séparée hervor, dass eine Erektion nicht sichtbar sein darf, um nicht als Pornografie deklariert werden zu müssen. Das Magazin beinhaltet Kurzgeschichten, Interviews und weitere Beiträge und populärwissenschaftliche Texte, die das Thema Erotik und Sexualität aus verschiedenen Perspektiven beleuchten und zur Inspiration anregen wollen. Katja Hertin, Chef-Redakteurin der Frauenzeitschrift Donna aus dem Burda-Verlag, sieht die „verschiedenen Tonarten der Texte“: „bei Séparée darf Sex mitunter auch komisch oder peinlich sein“. Die Welt am Sonntag beschreibt die Fotostrecken mit „nicht unrealistisch gestählten oder auffällig jungen“ männlichen Models, die von einer weiblichen Fotografin abgelichtet werden, als „angenehm unkitschig“. Frauen entblößen sich in der Zeitschrift nach Ansicht des Spiegel „eher gedanklich“, auch wenn Fotos auf der Titelseite immer Paare zeigen. Die taz sieht das Magazin sich dabei „auf einem konventionellen Pfad“ einpendeln. „Séparée bleibt brav“, was sich auch in der Sprache zeigt: statt weibliche Geschlechtsteile zu benennen, „wird verschämt von der Scham gesprochen“.

## Layout
- Heftformat: 210 mm Breite / 270 mm Höhe plus 3 mm Beschnitt zu allen vier Seiten (im Offsetdruck mit Klebebindung)
- Satzspiegel: 177 mm Breite / 234 mm Höhe

## Vertriebswege
Séparée wurde im Juni 2014 mit einer Auflage von 20.000 Exemplaren gestartet. Das 100-seitige Magazin ist mit vier Ausgaben pro Jahr nahezu im ganzen deutschen Sprachraum erhältlich.
Laut einer unbestätigten Mediaanalyse soll die Online-Ausgabe des Magazines, nach Angabe des Verlages, über 7 Mio. Leser pro Ausgabe erreichen, was in etwa einem Spread von 7 % innerhalb der weiblichen Bevölkerung des gesamten deutschsprachigen Raumes entspräche.